# Uitloper (geografie)

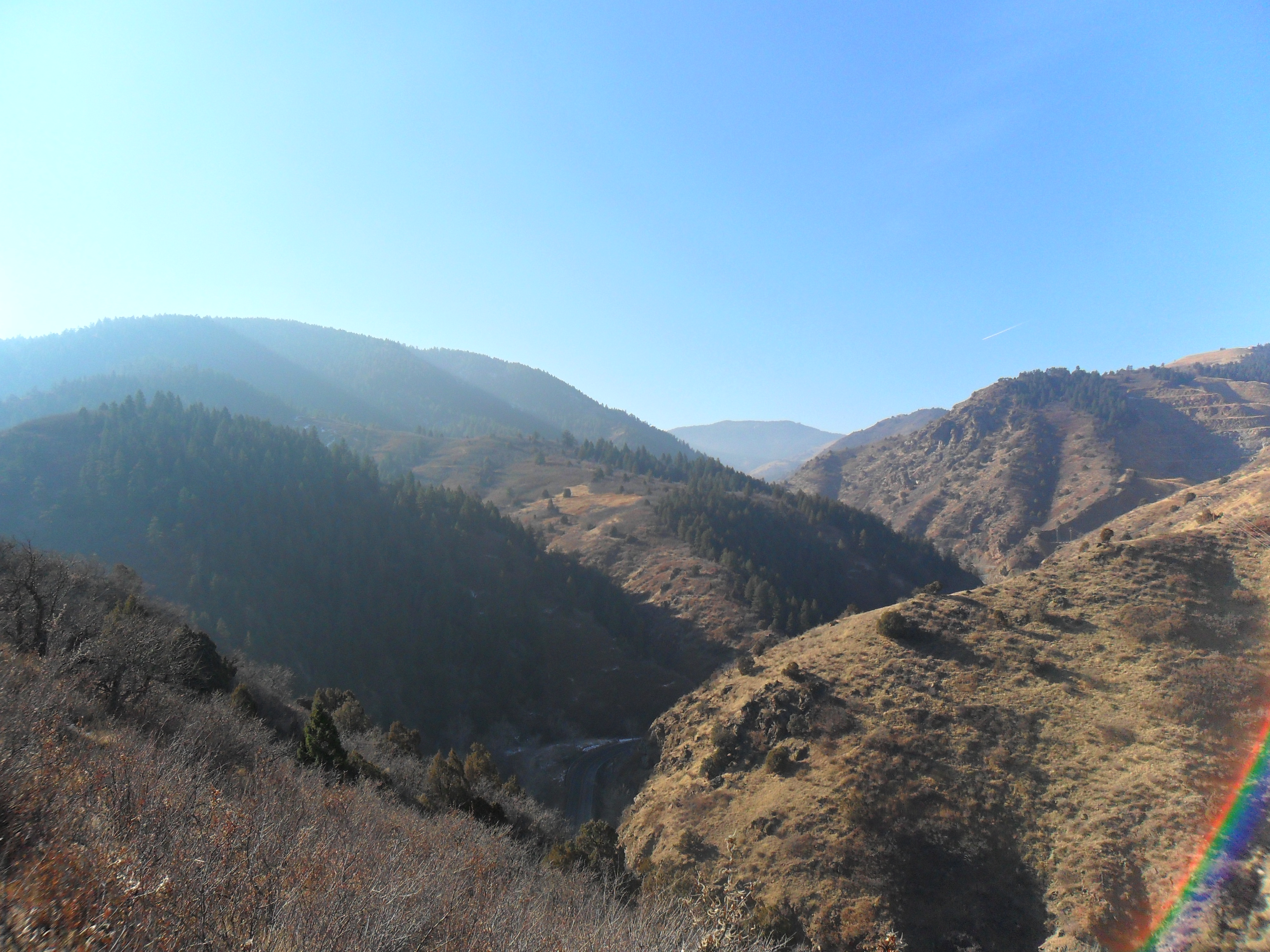
Uitlopers van de Rocky Mountain bij Denver, CO

Uitlopers worden in de geomorfologie omschreven als het geleidelijk oplopen van hoogte aan de voet van een gebergte. Het is een overgangsgebied tussen vlakten en lage heuvels naar de aangrenzende topografische hoge bergen.

## Voorbeelden
Gebieden waar uitlopers zijn of die vaak gerefereerd worden aan uitlopers zijn:
- Westelijke uitlopers (Foothills) van de Sierra Nevada in Californië
- Heuvels rond de San Gabriel Valley in Los Angeles County, Californië
- Colorado Front Range vooruitlopend op de Rocky Mountains in Colorado
- Wasatch Front vooruitlopend op de Wasatch Mountains in Utah
- Rocky Mountain Foothills in British Columbia en Alberta, Canada
- Alpenvorland rond de Alpen
- Pogórze Śląskie in Silezië
- Siwaliks langs de Himalaya op het Indisch Subcontinent
- Catalina Foothills in Tucson, Arizona
- Prepyreneeën vooruitlopend op de Pyreneeën
- Margallaheuvels nabij de Himalaya in Pakistan

## Synoniemen
Een ander woord voor een uitloper is "piedmont" vernoemd naar de Italiaanse regio Piedmont, dat in de uitlopers van de Alpen ligt.